# Wulfhilda de Barking
Wulfhilda de Barking va ser una abadessa anglosaxona, considerada com a santa per l'Església catòlica i l'Església Ortodoxa.

## Vida
Wulfhilda va nàixer en 940. Era filla d'un noble de Wessex anomenat Wulfhelm, i va ser criada i educada per monjes benedictines, comunitat a la que es va unir quan va arribar a l'edat apropiada. Al voltant de l'any 970 va ser nomenada abadessa de l'abadia de Barking per Edgard el Pacífic. Baix el seu lideratge, el monestir va florir i es va ampliar.
Segons Goscelin de Saint-Bertin, les monjes de Barking vas protestar contra la seua abadessa, i Elfrida la va deposar, encara que li va tornar a donar el lloc vint anys més tard. La degradació podria ser deguda a la gelosia de Elfrida, quan el seu marit podria haver tingut un interés romàntic en Wulfhilda.
Va morir al voltant de l'any 1000 i va ser soterrada a l'abadia amb dues santes més: Hildelith i Ethelberga.